# Émanville, Eure
Émanville là một xã thuộc tỉnh Eure trong vùng Normandie miền bắc nước Pháp.